# Paramelomys platyops
Il ratto dalla coda a mosaico comune dei bassopiani (Paramelomys platyops  Thomas, 1906) è un roditore della famiglia dei Muridi endemico della Nuova Guinea.

## Descrizione
Roditore di medie dimensioni, con la lunghezza della testa e del corpo tra 130 e 155 mm, la lunghezza della coda tra 105 e 125 mm, la lunghezza del piede tra 27,1 e 29,9 mm, la lunghezza delle orecchie tra 15,9 e 19,4 mm e un peso fino a 102 g.

La pelliccia è soffice, densa e fine. Le parti superiori sono bruno-cannella scuro, cosparse di peli neri lungo la schiena. Le testa è più grigia delle parti dorsali. Le orecchie sono marroni. Le parti ventrali sono grigiastre, con la base dei peli color ardesia. Il dorso delle zampe è ricoperto di peli bianchi. La coda è più corta della testa e del corpo, è bruno-nerastra sopra e bianca sotto. Sono presenti 13-19 anelli di scaglie per centimetro, ciascuna corredata da un singolo pelo.

## Biologia

### Comportamento
È una specie terricola.

### Riproduzione
Le femmine danno alla luce un solo piccolo alla volta, probabilmente in gennaio.

## Distribuzione e habitat
Questa specie è diffusa nella Nuova Guinea, Nuova Britannia, Batanta, Yapen, Biak-Supiori, Isole di D'Entrecasteaux: Normanby, Fergusson e Goodenough.
Vive nelle foreste secondarie e vicino ai villaggi fino a 1.000 metri di altitudine.

## Conservazione
La IUCN Red List, considerato il vasto areale, la popolazione numerosa, la presenza in diverse aree protette e la tolleranza alle modifiche ambientali, classifica P.platyops come specie a rischio minimo (Least Concern).